# Schlichten (Textilien)

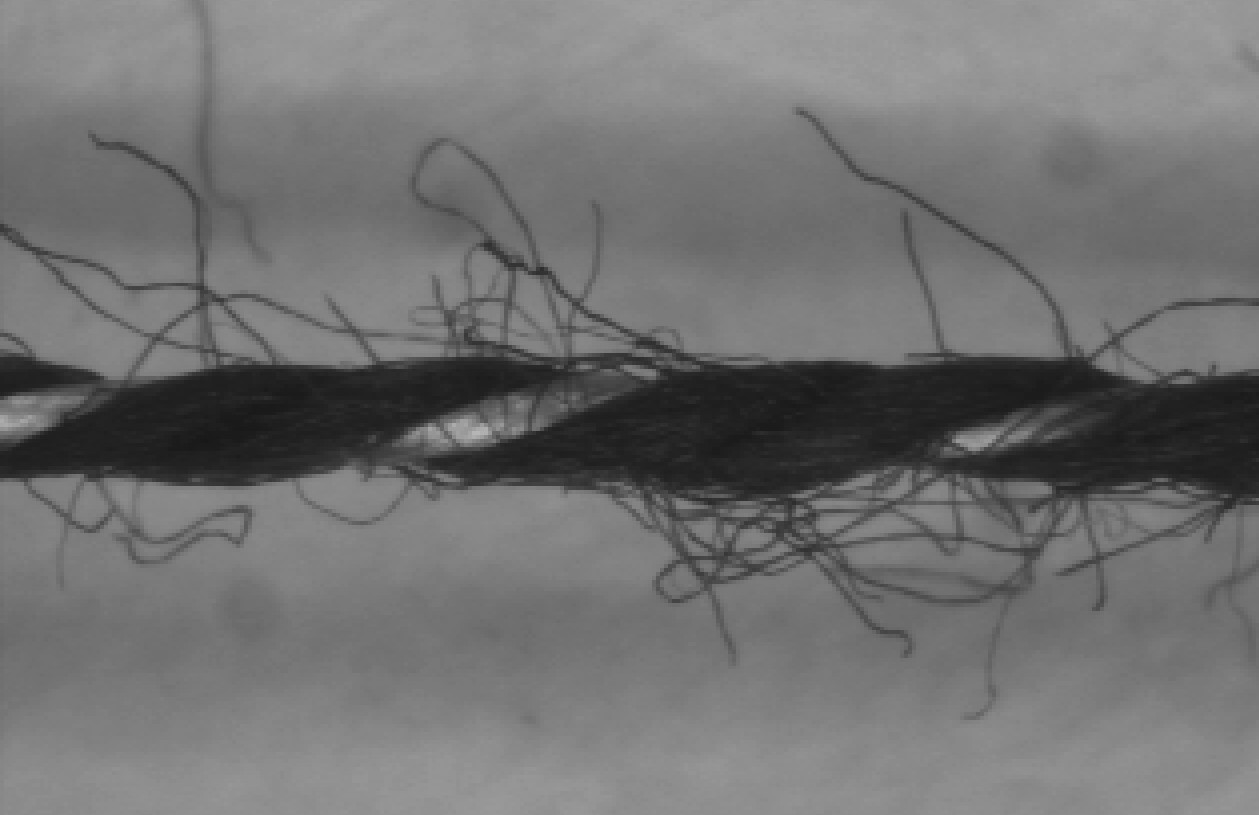
Detailaufnahme eines Garns.

Das Schlichten  ist ein Arbeitsgang in der Webereivorbereitung. Da die Kettfäden beim Webvorgang starken Zug- und Biegekräften bei der Bildung des Webfaches und beim Webblattanschlag  sowie  Reibungskräften besonders in den Litzen, im Webblatt und zwischen den Kettfäden ausgesetzt sind, werden sie zuvor durch das Schlichten fester und glatter gemacht. Dazu werden sie durch eine Flotte eines Schlichtemittels gezogen, die einmal in den Kern des Garnes eindringt und zum anderen das Garn ummantelt. Es wird dadurch die Festigkeit des Garnes  erhöht und die Garnhaarigkeit und damit die Reibung der Garnes verringert.

## Schlichten (Beschlichten)
Schlichteverfahren können eingeteilt werden in Heißschmelzschlichten, Kaltschlichten, Trockenschlichten,  Nassschlichten und Kettwachsen.
Die Auswahl des Schlichtemittels hängt von der Art des zu schützenden Garns und des Faserstoffs ab, aus dem das Garn gefertigt wurde, aber auch von ihrer Recyclingfähigkeit beim Entschlichten, da durch das Entschlichten ungefähr die Hälfte aller textilen Abwässer entstehen. Schlichtemittel werden in folgende Hauptgruppen eingeteilt:
- Stärkeschlichten
- CMC (Carboxymethylcellulose-Schlichten)
- Eiweißschlichten (Leim, Gelatine)
- synthetische Schlichtemittel (Polyacrylate, Polyvinylalkohole, Polyester)

Aufgrund ihres niedrigen Preises und der Umweltverträglichkeit werden überwiegend Stärkeschlichten eingesetzt.

## Entschlichten
Nach dem Schlichen und Weben werden die Schlichtemittel aus den behandelten Geweben vor der Weiterverarbeitung (Färbung) in der Regel entfernt. Dazu benutzt man Entschlichtungsmittel.
Methoden zur Entschlichtung
- hydrolytisch: mit Säuren
- oxidativ: mit Persulfaten
- enzymatisch: bei Stärkeschlichten
- thermisch: bei Glasfasern
- mechanisch: bei wasserlöslichen Schlichten durch Waschen mit heißem Wasser

Das Ziel des Entschlichtenverfahrens ist einerseits die Beseitigung des harten Griffs und andererseits ein besseres Netz- und Durchfärbeverhalten des Gewebes.

## Buntschlichterei
Hier verbleibt das Schlichtemittel auf der Ware, die so einen gewissen Appretureffekt erhält.